# Grozăvești (okręg Gałacz)
Grozăvești – wieś w Rumunii, w okręgu Gałacz, w gminie Nicorești. W 2011 roku liczyła 65 mieszkańców.